# 田中修 (画家)
田中 修（たなか おさむ、1903年3月3日 - 1985年5月7日）は、日本の画家。

## 略歴
- 1903年（明治36年） 愛媛県松山市（旧・温泉郡浮穴村森松広瀬）生まれ
- 1928年（昭和3年） 北予中学（現・松山北高校）卒業後、東京美術学校を経て、東京高等師範学校（現・筑波大学）図画手工科卒業
- 1929年（昭和4年） 二科展初入選 以降毎年出品
- 1942年（昭和17年） 新制作協会に出品 以降毎年出品 受賞3回
- 1954年（昭和29年） 渡仏・パリ14区にアトリエをかまえる

後年ブルノア、ブシーを経てドルドーニュ県サンジニエスのムーラン・ド・ディアンヌに住む
- 1985年（昭和60年） 脳梗塞のため死去、82歳

## 展覧会
- サロン・ド・レアリテ ヌーヴェル
- サロン・ド・コンパレゾン
- サロン・ド・メイ

その他多数のグループ展に出品

## 個展
- ギャルリー・ド・ボーヌ（パリ）数回
- ギャルリー・ド・フィラデルフィ（パリ）数回
- 吉井画廊（日本東京・銀座）8回

## 所属画廊
- フランス＝ギャルリー　フィラデルフィア
- 日本＝吉井画廊

## 美術館買上
- ポートランド美術館
- ペンシルベニア美術館
- ランカスター美術館
- ボストン美術館
- ローレンス美術館
- ニューオルリンズ美術館その他

## 著名コレクター買上
- シルベルマンコレクション（米・フィラデルフィア）約50点
- ポクゼバーコレクション（米・アリゾナ）約30点

## コレクション
- アメリカ
  - フランクリンマルシャルカレッジ/ジェムスタウンカレッジ/ホウニクス美術館/アラバマ大学/デルカド美術館/ビル・エヴァンスカレッジ等
- ドイツ
- ベルギー
- イギリス
- フランス
- 日本
- スイス
- チリ
- ベネズエラ
  - その他多数の大学にて買上